# Несвідома комунікація
Несвідома (або інтуїтивна) комунікація — це ледь виражені, мимовільні, несвідомі сигнали, якими інформація передається іншій людині. Несвідома комунікація може бути вербальною (мовленнєві моделі, фізична активність під час говоріння або тембр голосу індивіда) або ж невербальною (міміка та мова тіла). Деякі психологи називають це  терміном «чесні сигнали», тому що такі сигнали є мимовільною поведінкою, яка часто передає справжні емоції, тоді як мову тіла можна контролювати. Прийняття багатьох рішень ґрунтується на несвідомій комунікації, яка інтерпретується і формується у правій півкулі мозку. Права півкуля домінує у сприйнятті і вираженні мови тіла, міміки, словесних сигналів та інших ознак, що мають відношення до емоцій, але вона має справу не лише з несвідомим.
Наразі, мало що відомо про несвідомість або про те, як приймаються рішення, що ґрунтуються на комунікативних актах на несвідомому рівні, за винятком того, що вони завжди не мають комунікативної інтенції. Існує два типи несвідомої комунікації: внутрішньоособистісна та міжособистісна.
Дослідження показало, що свідома увага людини може зосереджуватись одночасно на 5-9 предметах. Вся інша інформація обробляється несвідомо.
Наприклад, підсвідомість іноді вловлює і  встановлює зв'язок  між невербальними сигналами про людину, ґрунтуючись на тому, як налаштовані такі параметри, як, наприклад, будинок або місце роботи.

## Несвідомий розум
Про несвідомий розум відомо не так багато, однак вважають, що несвідома частина психіки містить біологічні інстинкти, притаманні людині, такі як секс і агресію. [5] Людина абсолютно не усвідомлює того, що відбувається у несвідомому. Психоаналітик Зигмунд Фрейд  популяризував концепцію несвідомого; до того ж   більшість його теорій психоаналізу ґрунтуються на цій концепції.
На думку Фрейда, підсвідоме — це своєрідний резервуар свідомості людини, що розглядається як сукупність думок і почуттів, доступ до яких відкритий, на відміну від несвідомого (доступ до якого, на думку Фрейда, є неможливим). Фрейд вважав, що ми проектуємо свої несвідомі емоції на інших.[4]

## Внутрішньоособистісне спілкування
Внутрішньоособистісне спілкування — це використання мови або думок, властивих для комунікатора. Це поняття включає багато  видів розумової діяльності, таких як мислення, обчислення, планування, розмова з самим собою, внутрішній монолог, фантазування.[6] Внутрішньоособисте спілкування впливає на те, як люди сприймають себе: негативно чи позитивно.[6] Йосип  Жорданія припускав, що внутрішньоособистісне спілкування було створено, щоб уникнути мовчання, тому що як соціальні істоти ми відчуваємо себе некомфортно, коли період мовчання триває занадто довго. [7] Внутрішньоособисте несвідоме спілкування відбувається тоді, коли сновидіння, попередні переживання або гіпноз несвідомо впливають на вибір чи переживання людини.[2]

## Міжособистісне спілкування
Міжособистісне спілкування включає обмін повідомленнями між двома або більше особами. Воно може охоплювати всі аспекти спілкування, такі як слухання, переконання, твердження, невербальне спілкування та багато іншого. Міжособистісне несвідоме спілкування включає в себе мимовільний (за безумовно-рефлекторним механізмом)  вираз обличчя, мову тіла, тон голосу та особливості мовлення при взаємодії з іншою людиною, які інша людина інтерпретує на власний розсуд. [2] Дослідження показують, що при емоційному виразі обличчя учасники інстинктивно реагують рухаючи лицьовими м'язами, які імітують початковий вираз обличчя.[8]
Існує шість різних причин невербального спілкування:
1. Доповнення: додавання інформації до вербального спілкування
2. Протиріччя: невербальні повідомлення суперечать словесним повідомленням
3. Повторення: наголошення або уточнення словесного повідомлення
4. Регулювання: координація словесного діалогу між людьми
5. Заміна: коли замість словесного повідомлення використовується невербальне.
6. Акцентування: наголошення конкретної думки у словесному повідомленні